# Maria Laura Bono

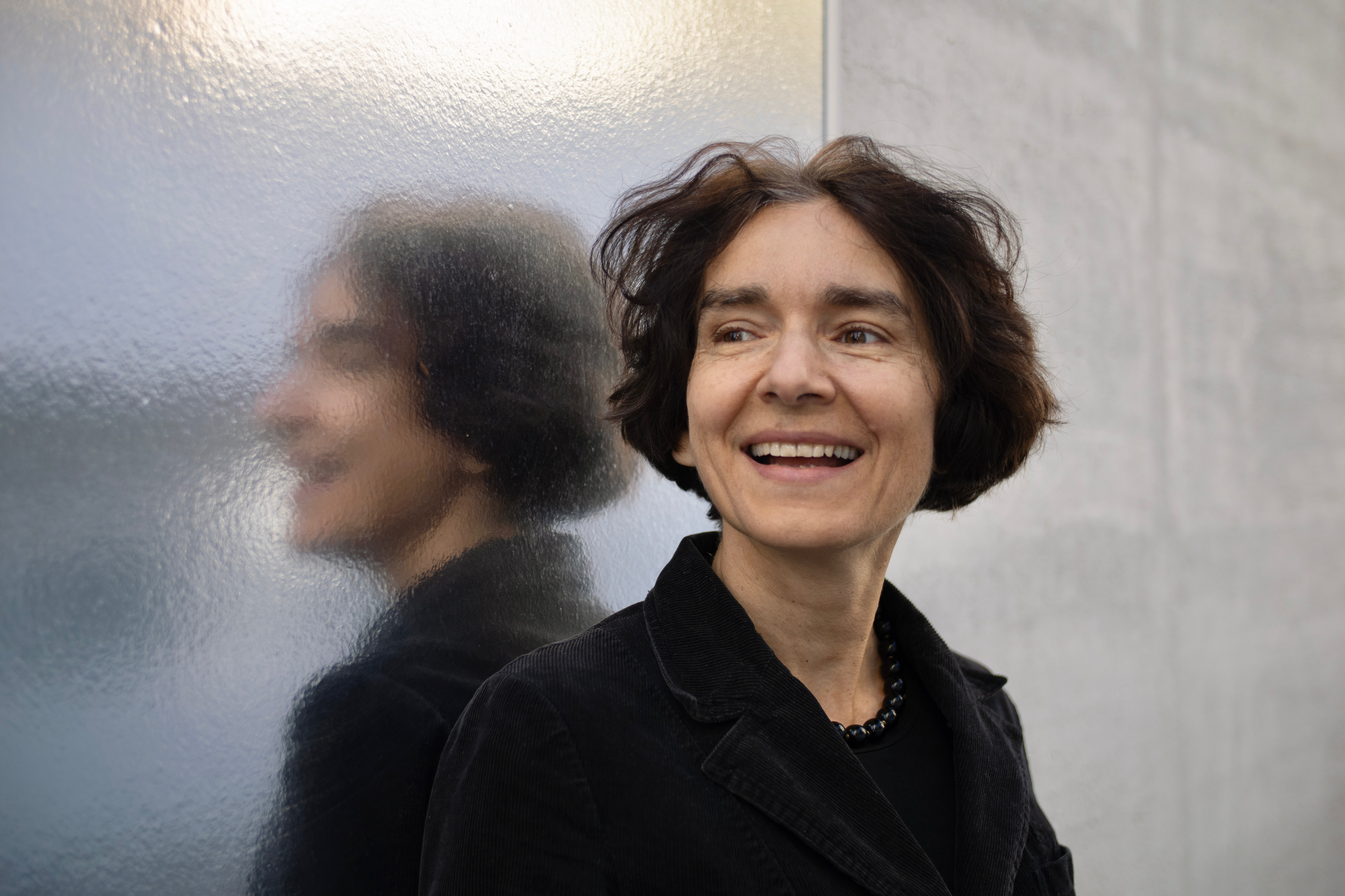
Maria Laura Bono

Maria Laura Bono (* 20. Jänner 1967 in Rom) ist eine österreichische Sozialwissenschaftlerin im Bereich Nonprofitberatung und -forschung.
Bono maturierte in Rom und studierte in Graz Volkswirtschaftslehre. Nach Abschluss eines Master-Studiums an der London School of Economics und mehrmonatigen Aufenthalten in den USA, Ecuador, Südafrika und in Russland, absolvierte Bono eine Reihe von Fortbildungen über Organisation und Management sozialer Unternehmen, wie etwa den Universitätslehrgang ISMOS an der Wirtschaftsuniversität Wien und den Diplomlehrgang NPO-Controlling vom Österreichischen Controller-Institut. In ihrer Wahlheimat Graz promovierte sie schließlich 2015 mit Auszeichnung an der Karl-Franzens Universität Graz am Institut für Personalmanagement.
Bono war in mehreren NPOs in leitender Funktion tätig. Nach ersten Arbeitserfahrungen in London rief sie Mitte der 1990er Jahre die Grazer Straßenzeitung das Megaphon unter der Trägerschaft der Caritas ins Leben. Von 2001 bis 2004 war Bono Geschäftsführerin des Vereins DOWAS, Bregenz. Zuletzt im Amt der Vorarlberger Landesregierung für das Controlling des Sozialfonds verantwortlich, spezialisierte sich Bono auf das Thema der Wirkungserfassung im sozialen Bereich und gründete Anfang 2007 das Beratungsunternehmen socialimpact research & consulting mit Sitz in Graz. Sie ist Autorin mehrerer Fachpublikationen und Dozentin bzw. Referentin an verschiedenen Institutionen (u. a. Österreichisches Controller Institut Wien, FH Joanneum Graz und Management Center Innsbruck). Von 2011 bis 2022 war sie als Beraterin bei ICG (Integrated Consulting Group) tätig. Ihr berufliches Credo ist „Verstehen, verändern, verbessern“. Seit 2023 ist sie Geschäftsführerin von datenkompass.

## Ausgewählte Publikationen
- mit Daniela Neubert: Wirkungsorientiertes Controlling zwischen Legitimation und organisationalem Lernen. In: Andreas Strunk (Hrsg.): Leitbildentwicklung und systematisches Controlling. Bd. 35, Edition Sozialwirtschaft, Nomos, Baden-Baden 2013, ISBN 978-3-8329-6473-3, S. 83ff.
- Innovation in NPOs: Kreativität im Dienste der Mission. In: Sozialarbeit in Österreich. 01/2015, ISSN 1019-7729.
- Personalpolitik in der stationären Pflege. In: Medizinprodukt. 05/2013.
- Wirkungsorientierung und Beteiligung: Wenn Jugendliche zu Wort kommen. In: Sozialarbeit in Österreich. 03/2015, ISSN 1019-7729.
- Performance-Management in NPOs: Steuerung im Dienste sozialer Ziele. Nomos, Baden-Baden 2010, ISBN 978-3-8329-5082-8.
- NPO-Controlling: Professionelle Steuerung sozialer Dienstleistungen. Schäffer-Poeschel, Stuttgart 2006, ISBN 3-7910-2541-4.
- Straßenzeitungen. Lambertus, Freiburg in Breisgau 1999, ISBN 3-7841-1159-9.